# Ibar
Ibar (serb. Ибар) – rzeka w Czarnogórze i Serbii (w tym w prowincji Kosowo i Metochia). Prawy dopływ Zachodniej Morawy, wypływa ze Wschodniej Czarnogóry, ujście w okolicach miasta Kraljevo. Rzeka należy do zlewiska Morza Czarnego. Długość – 276 km, powierzchnia zlewni – 8059 km². Ibar jest nieżeglowny na całej swojej długości.
Rzeka znana jest główne z tego, że przepływa przez położone w Kosowie miasto Mitrowica, dzieląc je na części, z których jedna zamieszkana jest przez Serbów, a druga przez ludność pochodzenia albańskiego.
Dopływy Ibaru:
- Lewobrzeżne:
  - Dolovska reka
  - Vidrenjak
  - Raška
  - Studenica

- Prawobrzeżne:
  - Sitnica
  - Ceranjska

Główne miasta nad Ibarem:
- Rožaje
- Ribarice
- Mitrowica
- Kraljevo

W 1977 r. na rzece zbudowano zbiornik zaporowy Gazivode, którego wody są wykorzystywane do chłodzenia elektrowni Kosovo A i Kosovo B, mieszczących się w mieście Obilić.